# 邢口镇
邢口镇，是中华人民共和国河南省開封市杞县下辖的一个乡镇级行政单位。

## 行政区划
邢口镇下辖以下地区：
邢北村、邢南村、冷屯村、孙洼村、杨屯村、河沿村、王寺寨村、小河寨村、谢寨村、夏寨村、黄寨村、王和寺村、杨楼村、马庄村、大魏店村、孟庄村、元寨村、肖胡同村、姜楼村、薛楼村、于伯岗村、岳寨村、草寺村、马庙村和河寨村。